# لجنة الحسابات العامة
لجنة الحسابات العامة عبارة عن هيئة تابعة للمملكة المتحدة تم إنشاؤها بموجب قانون المراجعة القومية لعام 1983 للمراجعة على مكتب المراجعة القومي، أي ملاحظة المراقبين.

## التركيب
تضم اللجنة تسعة شركاء إدارة، بما في ذلك زعيم مجلس العموم ورئيس لجنة اختيار الحسابات العامة، اللذان يعملان بها بحكم منصبهما. والأعضاء السبعة الآخرون، والذين لا يجوز أن يكون من بينهم وزراء التاج الملكي، يتم اختيارهم من خلال مجلس العموم. وتختار اللجنة رئيسها من بين أعضائها. ويستمر الأعضاء في الخدمة رغم حل البرلمان، إلا أنهم، باستثناء رئيس لجنة الحسابات العامة، يطلب منهم تقديم الاستقالة إذا لم يتمكنوا من النجاح أو إذا هزموا في إعادة الانتخابات. ومن الرابع من سبتمبر عام 2012، يكون أعضاء اللجنة كما يلي:
- الرئيس: إدوارد لي (من المحافظين)
- أندرو لانسلي (من المحافظين)، بحكم منصبه كزعيم لمجلس العموم
- مارجريت هودج (من حزب العمال)، بحكم منصبه كرئيس للجنة الحسابات العامة
- ريتشارد بيكون (من المحافظين)
- ستيلا كريسي (من حزب العمل التعاوني)
- آن ماكجوير (من حزب العمل)
- أوستين ميتشيل (من حزب العمل)
- الدكتور جون بيو (من الحزب الليبرالي الديمقراطي)
- أندرو تايري (من المحافظين)